# 戸蔦別川
戸蔦別川（とったべつがわ）は、北海道十勝総合振興局管内を流れる十勝川水系札内川支流の一級河川である。川の名の由来は、アイヌ語の「Totta（大袋・箱）pet（川）」であり、上流部の切り立った峡谷を、箱にたとえたものである。
上流域は日高山脈襟裳十勝国立公園に指定されている。

## 地理
北海道帯広市西部に位置する日高山脈系の戸蔦別岳（標高1,959m）に源を発し、帯広市内を東へと流れる。岩内川を合わせ、北東に流れを変え札内川に合流する。

## 流域の自治体
北海道
帯広市、河西郡中札内村

## 支流
- オショショナイ川
- 十ノ沢
- 八ノ沢
- エサオマントッタベツ川
- ピリカペタヌ沢川
- オビリネップ川
- 岩内川

## 主な橋梁
- びれい橋
- 戸蔦別川橋
- 幌後橋
- 拓成橋 - 道道216号 八千代帯広線
- ポロシリ大橋
- 戸蔦橋 - 道道240号 上札内帯広線
- 戸蔦大橋
- 中島橋 - 北海道道55号清水大樹線